# 宮田みほ
宮田 みほ（みやた みほ、1991年11月16日 - ）は、日本のシンガーソングライター、グラビアアイドル、ラジオパーソナリティ。群馬県生まれ。
祖父は野球選手の種部儀康。
大叔父は「8時半の男」として知られる巨人軍の元投手・宮田征典。
- 群馬警察一日警察署長任務

## 音楽活動経歴
2016年に自らが作詞作曲を担当した初シングルCD「All right!」をリリース。
- BOØWYの高橋まことが参加した『ホシノウタ』を発売。
- DJ Yuumaとのコラボレーションで出した『So Precious』がiTunesダンスチャート16位[1]。
- 2018〜元SKE48率いる和ロックバンドアイドル　BRASH結成。メンバーとして各ライブに参加
- 2021年「君とpmsのせいです。」「恋愛中毒」サブスク配信

## グラビア活動経歴
- 2020年〜グラビア開始

雑誌実話BUNKAタブーオーディショングランプリ。ミスブンカタブー

## 雑誌掲載
- 実話BUNKAタブー (コアマガジン)[2]
- EX MAX

## ラジオパーソナリティとしての活動
- FM豊橋『みら☆くるラジオ』[1]

## 雑誌連載
- 実話BUNKAタブー『宮田みほのシン・なんちゃって女子高生探偵』[3]